# Krwawy ring (film 1986)
Krwawy ring (tytuł oryg. Zhong hua ying xiong) – hongkońsko-chiński wojenny film akcji w reżyserii Jeta Li, którego premiera odbyła się w 1986 roku.
Film zarobił 11 456 731 dolarów hongkońskich w Hongkongu.

## Fabuła
Chiński żołnierz wraca po zakończeniu II wojny światowej do rodzinnego domu. Okazuje się, że w mieście stacjonują Amerykanie, którzy decydują o wszystkim, a także źle traktują mieszkańców. W wyniku zbiegu okoliczności chiński żołnierz zostaje zaangażowany do walk na ringu z amerykańskimi marynarzami.

## Obsada
Źródło: Filmweb
- Jet Li
- Kurt Roland Petersson
- Jia Song
- Paulo Tocha
- Erkang Zhao
- Dean Harrington – US Marine